# 堂邑路
堂邑路是中华人民共和国山东省青岛市市北区的一条南北向道路。道路南起中山路、市场三路、冠县路、济南路路口，与市场二路交汇，北至馆陶路、莱州路、市场一路路口。
道路于德国占领时期的1900年代上半叶始建，包含今堂邑路全路段、馆陶路全路段和恩县路的甘肃路以西段，定名为皇帝街（德語：Kaiserstraße），日本第一次占领时期变更道路起止点，将今堂邑路全路段与馆陶路的上海路以南段改名为所泽町（日语：〔〕／ Tokorozawa machi ?）；1923年北洋政府收回青岛后，道路起止点再次变更，市场一路以南路段为堂邑路。该道路历史上与馆陶路同为日本及欧美公司、金融机构的集中之处。

## 周边历史建筑

### 市场三路-市场一路段

#### 堂邑路邮电局
堂邑路南端、堂邑路市场三路路口东北角的堂邑路5号为青岛邮便局大楼原址。该建筑建于第一次日占时期的1918-1919年，自建成至拆除一直为邮政机构所使用，曾有“堂邑路邮电局”“大窑沟邮电局”的通俗称呼。1984年拆除建设新的邮电大楼。
堂邑路市场二路路口东南角紧靠邮电局大楼北侧的位置曾有一栋三层商业建筑，约1918至1919年曾为朝鲜银行青岛分行行址。
- 青岛邮便局，右侧远处的塔楼为青岛市场
- 胶澳商埠邮务总局
- 约1920年代的堂邑路、市场三路、中山路交汇处，右侧为邮局大楼和原田汽船商业楼，左侧为安部幸商店
- 1950年代的堂邑路市场三路路口处，左侧为青岛市邮电局大楼

#### 安部幸商店
堂邑路南端、堂邑路冠县路路口邻近大窑沟铁路桥的位置原有一栋二层日本近代风格商业建筑，曾为安部幸商店。2006年春胶济铁路改造时因铁路拓宽而被拆除。
安部幸商店旧址北侧至堂邑路北端为一列日式二层商业建筑，均于2006年拆除。

### 市场二路-市场一路段

#### 江商洋行青岛分行旧址
堂邑路市场二路路口东北角的堂邑路7号约建于1914年至1919年之间，最初为日资江商株式会社（又称江商洋行）驻青岛分支机构的所在地。现为商铺。
- 江商洋行青岛分行旧影
- 江商洋行青岛分行旧址，2015年
- 伊藤忠洋行青岛分行旧影

#### 伊藤忠洋行青岛分行
堂邑路7号北侧的堂邑路9号为伊藤忠洋行青岛分行原址，约建于1919年，曾为青岛外贸五矿公司所在地，1980年代拆除。

#### 三井洋行青岛分行旧址
堂邑路9号北侧的堂邑路11号建于1918年以前，最初为三井洋行青岛分行所在地，1949年后曾先后为青岛市五金工业公司、青岛建设集团办公楼，现为中国青建集团办公楼。2006年列入山东省文物保护单位青岛馆陶路近代建筑的保护范围。
- 三井洋行青岛分行旧影
- 第一次日占时期的堂邑路市场一路路口，左侧为横滨正金银行青岛分行
- 三井洋行青岛分行旧址，2015年